# Rob Scholte

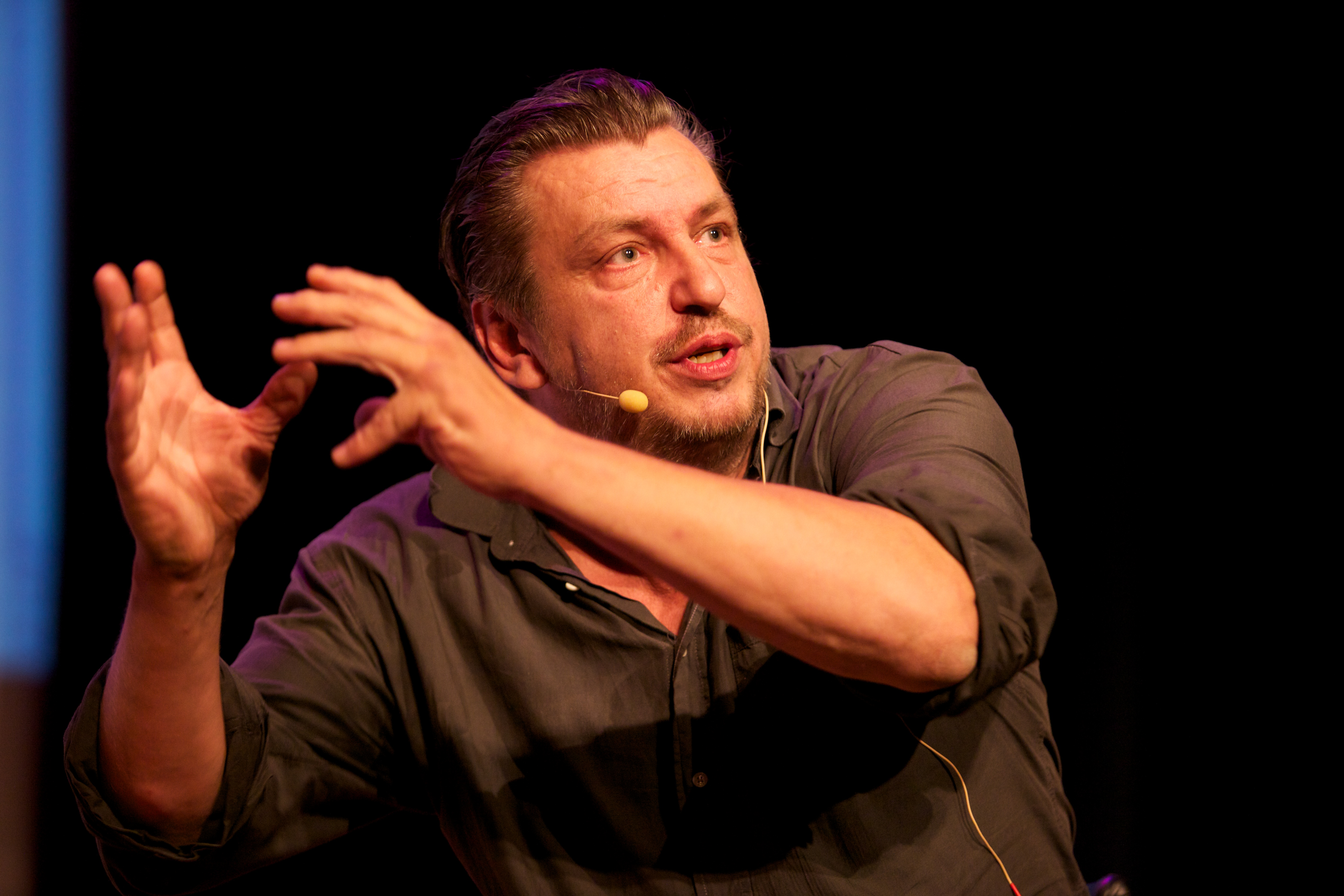
Rob Scholte

Rob Scholte (ur. 1 czerwca 1958 w Amsterdamie) – holenderski artysta.

## Życiorys
Scholte urodził się w Amsterdamie. Potem mieszkał w Castricum, Doorn i Heiloo. W latach 1977–1982 studiował on w amsterdamskiej szkole sztuk pięknych - Gerrit Rietveld Academie. Następnie był jednym z członków grupy artystycznej W139, wystawiającej swoje prace przy Warmoesstraat 139 w Amsterdamie. W galerii tej w roku 1982 miał miejsce debiut Schltego wspólnie z Sandrą Derks. Jego debiutanckie "dzieło" Rom 87 było serią obrazów będących wolnymi wariacjami na temat dziecięcych książeczek do malowania. Od tego stylu przeszedł do precyzyjnie malowanych prac, które zostały wystawione w roku 1984 w The Living Room. Prace Scholtego można było też oglądać w roku 1987 na wystawie Documenta, a w roku 1990 przygotowywał on holenderski pawilon na Biennale w Wenecji.
W roku 1986 sensację wzbudziła skopiowana przez niego widokówka "Utopia" (Museum Boijmans Van Beuningen). Na sugestię krytyków, że obraz jest cytatem z "Olympii" Maneta, malarz odpowiedział noszącym tytuł "Nostalgia" obrazem będącym dosłowną kopią strony gazety a krytycznym artykułem. Jego samodzielna wystawa "How to Star" w Museum Boijmans Van Beuningen z obrazami z lat 1983-1988 przyniosła mu zarówno uwielbienie jak i krytykę.
W roku 1991 Scholte poznał modelkę oraz gwiazdę holenderskich oper mydlanych Micky Hoogendijk. W roku 1990 została ona dyrektorem jego firmy menadżerskiej, zaś 31 maja 1994 wzięli ze sobą ślub w amsterdamskiej świątyni Roxy. W roku 1993 Scholte został pracownikiem akademii sztuk w Kassel, którą pozycję opuścił w roku 1999.
W roku 1991 firma menadżerska Roba Scholte zdobyła zlecenie na wykonanie malowideł ściennych i sufitowych o łącznej powierzchni 1200 metrów kwadratowych w mającym przypominać holenderskie miasteczko turystycznej atrakcji Huis Ten Bosch w japońskim Nagasaki. Scholte pracował tam, wspólnie z dużą liczbą asystentów, nad dziełem noszącym tytuł Apres nous le deluge, który przedstawiał ciągłe powtarzanie się wojny w historii. Jego uroczysta pierwsza prezentacja została zaplanowana na 9 sierpnia 1995, w dniu 50. rocznicy zrzucenia bomby atomowej na Nagasaki, jednak wydarzenie to musiało zostać przełożone ze względu na zamach na Scholtego.

### Zamach bombowy
24 listopada 1994 Scholte razem z ciężarną żoną Hoogendijk wsiedli przy Laurierstraat w Amsterdamie do swojego BMW. Gdy Scholte ruszył, pod samochodem zdetonował granat ręczny. Malarz został ciężko ranny. Obie jego nogi od kolan w dół musiały być amputowane. Hoogendijk poroniła. Sprawca wybuchu nie został znaleziony. Jedna z teorii mówi, że w zamierzeniu miał to być zamach na adwokata Oscara Hammersteina, ale przestępca pomylił samochody. Hammerstein jeździł takim samym modelem BMW, w tym samym kolorze i o bardzo podobnym numerze rejestracyjnym i oba auta parkowały niedaleko od siebie.
Sam Scholte początkowo obwiniał innego artystę Paula Blanca. Później winę przypisywał poecie Koosowi Dalstrze. Inne teorie za punkt wyjścia przyjmują fakt, że Scholte w tym czasie obracał się w środowisku podejrzanych artystów, dealerów kokainy oraz osób organizujących pranie brudnych pieniędzy, opisanym przez Joosta Zwagermana w powieści Gimmick! (Kuglarstwo!). Według tych koncepcji zamach był ostrzeżeniem przed długami w wyniku niepewnych interesów, długami za kokainę lub niespełnionymi zobowiązaniami.

### Po zamachu
Na początku lutego 1995 Scholte założył Comité van Waakzaamheid (Komitet przytomności), na wzór komitetu założonego w latach trzydziestych przez Menno ter Braak i Edgara du Perron, którego celem był opór przeciwko narodowemu socjalizmowi. Pomysł założenia został podsunięty Scholemu przez Feliksa Rottenberga. Była też mowa o kreowaniu ruchu politycznego, ale o działaniach Scholtego na tym polu nic nie wiadomo.
Tego samego roku artysta udał się do Japonii, aby zakończyć fresk 'Apres nous le deluge'. Następnie przeniósł się na Teneryfę. Hoogendijk i Scholte rozwiedli się, zaś artysta znalazł nową kobietę, Lijsje, która urodziła w roku 2001 ich dziecko, Lotus Mason. 15 marca 2003 Scholte wraz ze swoją partnerką i dzieckiem wrócili do Holandii. W roku 2005 urodziło im się drugie dziecko. Rok później para wzięła ślub.
Amsterdamski zespół muzyczny Nits na swojej płycie Wool z roku 2000 umieścił utwór Crime & Punishment opisujący zamach na Roba Scholte.

## Metoda twórcza
Scholte jest artystą plastykiem. Grupuje i rozmieszcza on obrazy - pochodzące z massmediów lub swojego bogatego archiwum - w nowym kontekście, dzięki czemu nadaje im nowe znaczenie. Często w jego pracach można dopatrzeć się sprzeczności i kontrastów, które stały się widoczne dopiero dzięki jego nowemu kontekstowi.
Precyzyjnie odmalowane jego prace są często wykonywane przez jego asystentów, a on sam jedynie je podpisuje. W ten sposób naśladuje on XVII-wieczną metodę postępowania.
Jego metoda twórcza stanowi dobrą ilustrację idei postmodernizmu i kładzie nacisk na ciągły napływ obrazów, które nas otaczają, formują i modelują. Ciągłym tematem jego utworów są media, z których czerpie on inspirację, które krytykuje za manipulację, przy czym sam uważa się za osobowość medialną.

## Publikacje
- 'All the portraits are up to date', Paul Maenz, Köln, 1988.
- 'How to Star', Museum Boijmans Van Beuningen, Rotterdam, 1988.
- '6 Dutch Artists', Fruitmarket Gallery, Edinburgh, 1989.
- 'Tartufo/Tartuffe', Comédie Gastronomique, Amsterdam, München, 1989.
- 'Venezia', Rijksdienst Beeldende Kunst, Den Haag, 1990.
- 'Rob Scholte', Art Random, Kyoto Shoin International, Kyoto, 1990.
- 'Schräg', Heidelberg, 1990.
- '7 Year Itch', Kunstverein Hannover, 1991.
- 'The Living Room', Kunstverein Grafschaft Bentheim, 1995.
- Artykuł w HP/DeTijd: Rob Scholte's trukendoos, styczeń 2006